# Thomas Kukula
Thomas Kukula (ur. 1965 roku) w Düsseldorfie – niemiecki didżej i producent muzyczny. Najbardziej znany z utworów "I See You" oraz "Base of Love". Tworzył pod takimi pseudonimami jak: General Base, Candy Beat, T.H.K. oraz Red 5.

## Albumy

### Jako General Base
- 1993 First

### Jako Red 5
- 1997 Forces

## Single

### Jako General Base
- 1991 "Mein Gott, es ist voller Sterne"
- 1992 "Back Again"
In "Trance"
"Poison (Instrumental)"
Peace
"First"
"Marilyn Monroe"
"Bidi, Bidi – Do You Wanna Dance"
- 1993 "Poison (feat. Claudja Barry)"
"Base of Love"
"Deep Down"
"Apache"
- 1994 "Base of Love"
"Base of Love – Remixes"
- 1995 "I See You"
- 1996 "My House"
- 1997 "On & On"
- 2011 "Poison 2K11"

### Jako Candy Beat
- 1992 "Sax´y"
"Universe'
"Feel Alright" 
" Sax'y 99"

### Jako T.H.K.
- 1992 "France"
"Sweet Extasy"
- 1993 "Feel so Good"
- 1995 "So Big"
"Something"
"Wonderful so Big"
- 1996 "Alright Everybody"
Fluffy Clouds

### Jako Mystify
- 1992 "Come to the Party"
"You Get Down"

### Jako Space Corp. 1
- 1993 "Deep in Your Soul"

### Jako DUG
- 1996 "Rhythm & Drums"

### Jako White Moon
- 1997 "Lost Words"

### Jako Red 5
- 1996
  - "Da Beat Goes"
  - "I Love You... Stop!"
- 1997
  - "Lift Me Up"
  - "Deeper Love"
  - "Fiesta Fiesta"
  - "Gimme Luv"

### Jako DJ Red 5
- 2000 "Que Pasa"
- 2001 "Rhythm & Drums 2001" (ft. DJs@Work)
- 2003 "Da Beat Goes – Reanimated"
- 2010 "Da Beat Goes – 2010"